# Великая Сербия

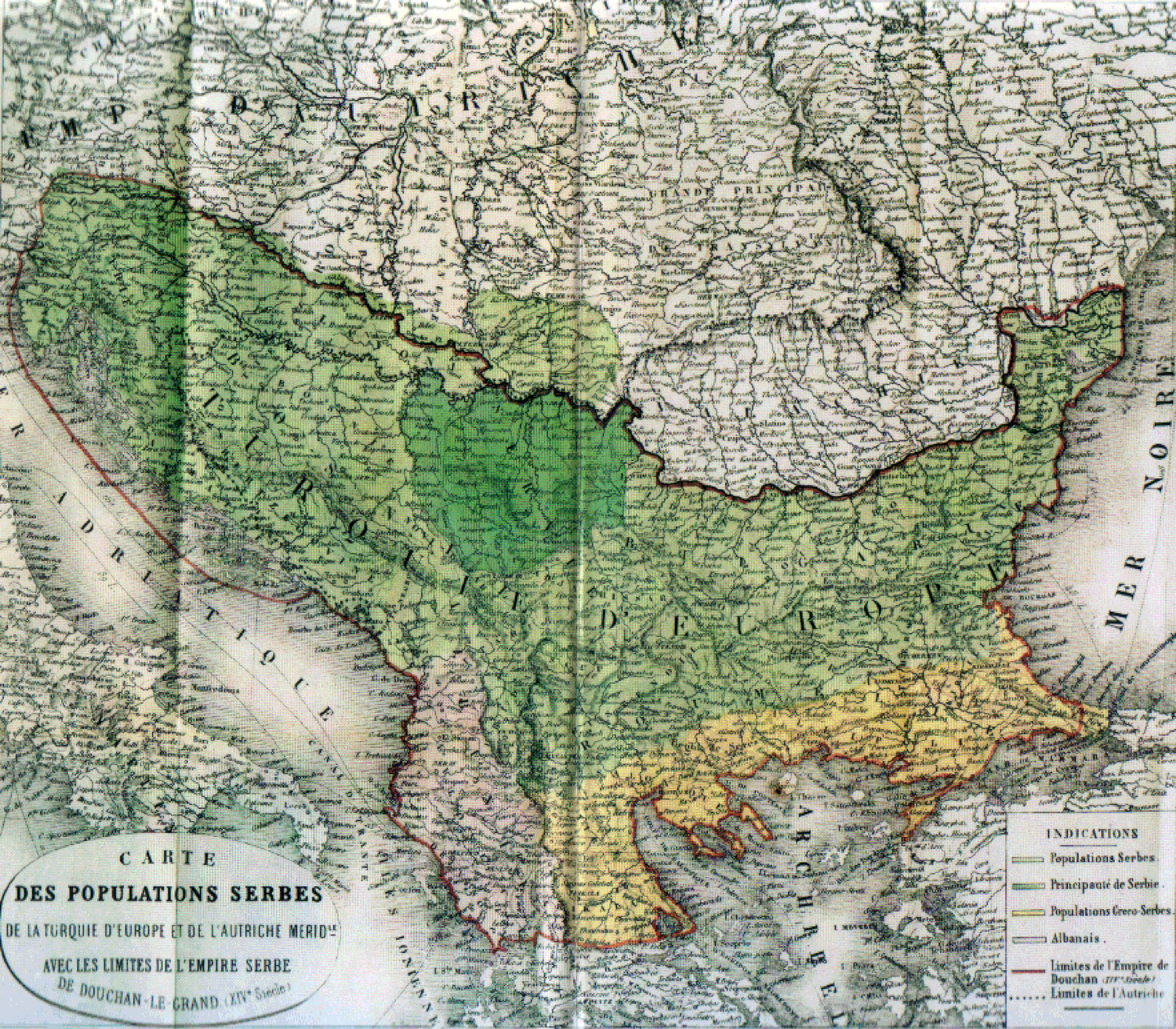
Карта Великой Сербии, изданная в 1862 году в Париже

Карта Великой Сербии, предложенная в 1980-х годах Сербской радикальной партией от лица Воислава Шешеля

Вели́кая Се́рбия (серб. Велика Србија) — националистическая идея пансербизма сербских радикалов-ирредентистов, а
также части сербской интеллигенции и православного духовенства.
Изначально идею Великой Сербии вынашивал сербский политический класс, надеявшийся с помощью России получить независимость от Османской империи. После развала Югославии определённые сербские круги взяли на вооружение идеологическое наследие прошлого и попытались расширить границы образовавшегося Сербского государства.

## История
Начало идеям «Великой Сербии» было положено в XIX веке. Именно тогда в среде сербской элиты возникла идея освобождения от османского владычества и объединения южных славян в сильное государство.
В 1808 году Иван Югович, министр в правительстве Карагеоргия, создал проект будущего сербского государства, которое в дополнение к восставшей Сербии включало в себя «Старую Сербию» (сегодня Косово), Черногорию, Боснию и Герцеговину. Однако в России этот проект отвергли и признали преждевременным.
Более чётко великосербская идея была сформулирована в 1844 году в «Начертании» Илии Гарашанина, тайной политической программе Сербского княжества. В основу «Начертания» лёг план Франтишека Заха, согласно которому Сербия должна завершить свою «священную историческую миссию», начатую царём Душаном в XIV веке, и объединить всех сербов. Однако исследователи указывают на разногласия в планах Заха и Гарашанина. Если Зах видел Сербию как ядро будущей югославской империи, где хорватам будут предоставлены равные права, то Гарашанин видел только Сербскую империю. «Начертание» легло в основу внешней политики многих сербских государственных деятелей, в том числе Александра Карагеоргиевича, Михаила Обреновича, Николы Пашича и других.
В годы Второй мировой войны идеологом проекта великой и этнически однородной Сербии стал Стеван Мольевич, изложивший свои взгляды в труде «Гомогенная Сербия», написанный в июне 1941 года. В нём прямо говорилось:

«первым и главным долгом сербов является создание и организация гомогенной Сербии, которая охватила бы всю сербскую этническую территорию, и обеспечение этой Сербии необходимых транспортных коммуникаций и экономического пространства, которое обеспечило бы ей свободное хозяйственное, политическое и культурное развитие на все времена»
Практической реализацией этого проекта занимались отряды четников, но потом они от него отказались и стали сторонниками превращения Югославии в Федерацию Сербии, Хорватии и Словении во главе с династией Карагеоргиевичей.